# Riedelia tenuifolia
Riedelia tenuifolia är en enhjärtbladig växtart som beskrevs av Theodoric Valeton. Riedelia tenuifolia ingår i släktet Riedelia och familjen Zingiberaceae. Inga underarter finns listade i Catalogue of Life.